# Dirk Verhofstadt
Pour les articles homonymes, voir Verhofstadt.
Dirk Verhofstadt (Termonde 1955) est  un social-libéral belge  qui s'inscrit dans le courant  rawlsien. Il est également le frère de l'ancien premier ministre belge  Guy Verhofstadt. Il a aussi été influencé par Karl Popper, John Stuart Mill, Thomas Paine, Amartya Sen et Martha Nussbaum. 

## Interviews
- Muslims need critical thinking
  - Interview avec Irshad Manji le 16 mai 2004
- Gulag. A history of the Soviet Camps
  - Interview avec Anne Applebaum le 20 octobre 2003
- The poor are not the problem but the solution
  - Interview avec Hernando de Soto le 22 décembre 2003